# آئروسپاسیال کوروت
آئروسپاسیال اس ان ۶۰۱ کوروت (به فرانسوی: Aérospatiale SN 601 Corvette) یک هواپیمای جت تجاری اوائل دههٔ ۱۹۷۰ ساخت شرکت فرانسوی آئروسپاسیال بود. میزان فروش این هواپیما ناامیدکننده بود و با احتساب پیش نمونه فقط ۴۰ فروند از آن ساخته شد. نخستین پرواز این هواپیما در سال ۱۹۷۰ بوده است.

## طراحی و ساخت

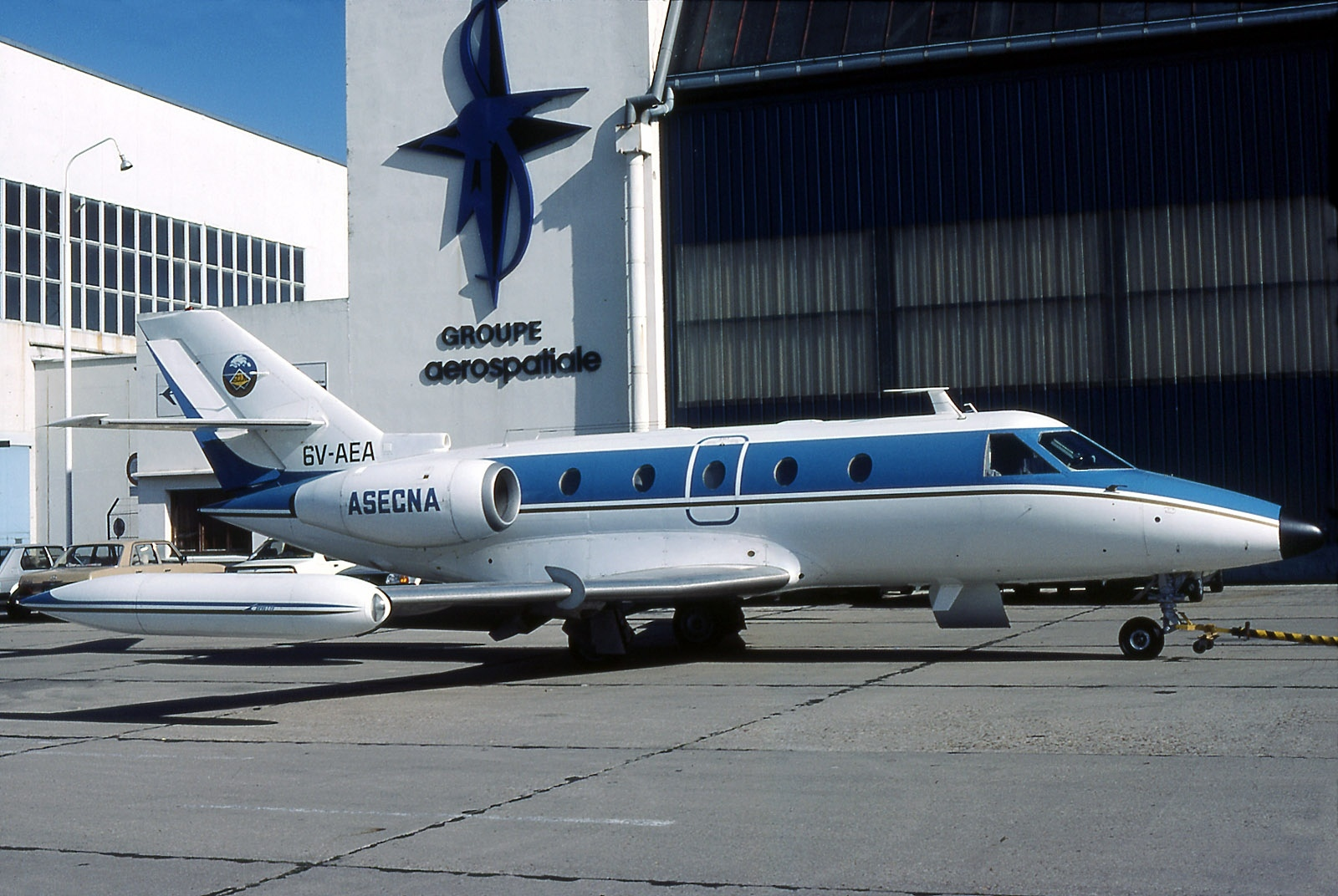
آئروسپاسیال اس ان ۶۰۱ کوروت

کار طراحی کوروت در نیمهٔ دوم دههٔ ۱۹۶۰ به عنوان سرمایه گذاری مشترک سود اویاسیون و نور اویاسیون آغاز شد. در ژانویهٔ ۱۹۶۸ هنگامی که اسنکما اعلام کرد در حال ساخت موتوری مناسب با نام ام۴۹ لارزاک است، دو شرکت سود اویاسیون و نور اویاسیون تصمیم گرفتند که پروژهٔ این هواپیما را ادامه دهند. ماکت اس ان ۶۰۰ برای نخستین بار به نام اس ان ۶۰۰ دیپلمات و در سال ۱۹۶۸ در نمایشگاه هوایی هانوفر به نمایش گذاشته شد. طراحی این هواپیما یک طراحی سنتی با بال‌هایی زیر بدنه و موتورهای توربوفن در عقب بدنه، زیر دم بود. نخستین پیش نمونهٔ اس ان ۶۰۰ در تاریخ ۱۶ ژوئیهٔ ۱۹۷۰ با دو موتور پرات اند ویتنی کنادا جی تی۱۵ دی انجام شد.
نخستین پیش نمونهٔ اس ان۶۰۱ که در این زمان کوروت ۱۰۰ نامیده می‌شد درتاریخ ۲۰ دسامبر ۱۹۷۲ پرواز کرد. طول بدنهٔ اس ان۶۰۱ ۱/۰۵ متر درازتر از اس ان۶۰۰ (۱۲/۷۱ متر) بود. در اواخر سال ۱۹۷۶ آئروسپاسیال تصمیم گرفت که تولید این هواپیما را متوقف کند، زیرا این شرکت در طی دو سال و نیم فقط ۲۷ فروند از این هواپیما سفارش گرفته بود. آئروسپاسیال روی ورژنی با بدنهٔ درازتر که بتواند ۱۸ صندلی را جا دهد مطالعه کرد. این پروژه کوروت ۲۰۰ نام گرفت.

## تاریخچهٔ عملیات

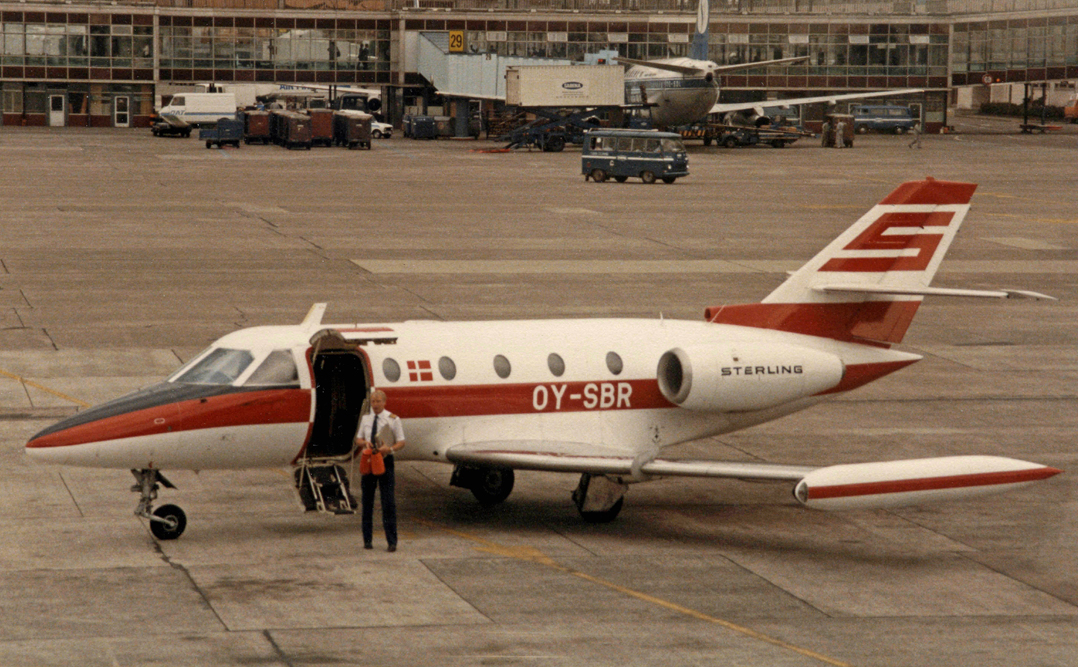
اس ان ۶۰۱ کوروت متعلق به استرلینگ ایرلاینز در فرودگاه بروکسل در سال ۱۹۸۵

تعدادی از این کوروت‌ها به وسیلهٔ شرکت‌های هواپیمایی منطقه‌ای فرانسه از جمله ایر آلزاس، ایر آلپ، ایرشامپانی و تات خریداری شدند. استرلینگ ایرلاینز دانمارک نیز این هواپیما را خریداری نمود. یک فروند کوروت نیز به عنوان ترابری وی آی پی به وسیلهٔ نیروی هوایی کنگو به کار گرفته شد. از ژانویهٔ ۲۰۰۹ تعداد کمی کوروت هنوز در اروپا و آفریقا فعال هستند که از این تعداد یک فروند آن برای عکسبرداری هوایی به کار می‌رود. این کوروت در آزمایش سرعت بالای ت ژ و به کار رفت. صنایع ایرباس از پنج فروند کوروت از سال ۱۹۸۱ تا ۲۰۰۹ برای ترابری داخلی بهره می‌برد.

## ورژن‌ها
اس ان۶۰۰: نخستین پیش نمونه کوروت با دوموتور توربوفن پرات اند ویتنی کنادا جی تی۱۵دی-۱.
اس ان۶۰۱: ورژن تولیدی با بدنهٔ درازتر از اس ان۶۰۰ و دو موتور جی تی۱۵دی-۴. ۳۹ فروند با احتساب دو پیش‌نمونه از این ورژن ساخته شد.